# Херешть (Вилча)
Херешть, Херешті (рум. Herăști) — село у повіті Вилча в Румунії. Входить до складу комуни Гіорою.
Село розташоване на відстані 178 км на захід від Бухареста, 63 км на південний захід від Римніку-Вилчі, 37 км на північ від Крайови.

## Населення
За даними перепису населення 2002 року у селі проживали 305 осіб, усі — румуни. Усі жителі села рідною мовою назвали румунську.